# Plagiolepis taurica
Plagiolepis taurica é uma espécie de formiga do gênero Plagiolepis, pertencente à subfamília Formicinae.